# Jeanne Louise Milde
Jeanne Louise Milde (Bruxelas, 15 de julho de 1900 — Belo Horizonte, 1997), conhecida como Mademoiselle Milde, foi uma escultora belga, que viajou para o Brasil em fevereiro de 1929, a convite do presidente de Minas Gerais, Antônio Carlos Ribeiro de Andrada, compondo a Missão Pedagógica Europeia, constituída por professores europeus que participaram da reforma do ensino em Minas Gerais. Jeanne Louise Milde foi a primeira mulher e artista profissional a se estabelecer Belo Horizonte e uma das precursoras da arte moderna e do movimento modernista em Minas Gerais.

## Formação
Jeanne Louise Milde formou-se na Real Academia de Belas Artes de Bruxelas em 1926, especializando-se em escultura.

## Poema de Carlos Drummond de Andrade
“
 (…) :Que vêm fazer essas jovens?
Vêm descobrir coisas
De Decroly, Claparède
Novidades pedagógicas
Segredos de arte e de técnica
Revelados por Hélène Antipoff,
Madame Artus, Mademoiselle Milde,
Mais quem?
A escola novidadeira
Dita de Aperfeiçoamento.
 (…)”

— poema de Carlos Drummond de Andrade:
Jeanne Louise Milde é citada no poema As  moças  da  Escola  de  Aperfeiçoamento, de Carlos Drummond de Andrade. Jeanne Louise Milde lecionou na Escola de Aperfeiçoamento, juntamente com a psicóloga e pedagoga Helena Antipoff, que permaneceram no Brasil após o fim da Missão Pedagógica Europeia.
O poema é sobre as moças que estudavam na Escola de Aperfeiçoamento, em Belo Horizonte, que capacitava professores que tinham, no mínimo, dois anos de regência nos grupos escolares. Esta formação era dada por educadores europeus.

## Prêmios
- Prêmio Godecharle (1926), com a escultura Angústia.[4][3][10]
- Prix de Roma (1927), com a escultura Alegoria.[4][3]
- Medalhas de Ouro no Salão Nacional de Belas-Artes e da Seção de Escultura da VII Exposição Geral de Belas-Artes no Rio de Janeiro (1930)[4]

## Exposições

### Exposições coletivas
- 1927 — Bruxelas (Bélgica) — Galerie Le Roy
- 1927 — Liège (Bélgica) — Salon de La Nef
- 1927 — Paris (França) — Galerie La Cimaise
- 1927 — Paris (França) — Galerie Petit Jean
- 1927 — Paris (França) — Salon de La Societé Française de Beaux-Arts
- 1928 — Bruxelas (Bélgica) — L'Institut de La Rue Berlaimont
- 1928 — Bruxelas (Bélgica) — Salon de La Fedération Nacionale des Peintres et Sculpteurs
- 1930 — Rio de Janeiro (RJ) — Salão Nacional de Belas-Artes e Seção de Escultura da VII Exposição Geral de Belas-Artes[11]
- 1931 — Rio de Janeiro (RJ) — Salão Revolucionário, na Enba
- 1936 — Belo Horizonte (MG) — 1ª Exposição de Arte Moderna (1936) Exposição de Arte Moderna, no "Salão do Bar Brasil"[3]
- 1984 — Rio de Janeiro (RJ) — Salão de 31, na Funarte
- 1986 — Belo Horizonte (MG) — O Modernismo em Minas: o Salão de 1936, no Espaço Cultural Casa do Baile
- 1990 — Belo Horizonte (MG) — Jeanne Milde, Zina Aita: 90 anos, no Museu de Arte da Pampulha (MAP)
- 1994 — Belo Horizonte (MG) — Aurélia Rubião, Jeanne Milde e Renato de Lima, no Museu Mineiro
- 1996 — Belo Horizonte (MG) — Emergência do Modernismo, no Museu Mineiro (Centenário de Belo Horizonte)[11]

### Exposições póstumas
- 1997 — Belo Horizonte (MG) — Jeanne Milde - A arte de uma educadora, no Centro de Referência do Professor[11]
- 2001 — Belo Horizonte (MG) — Modernismo em Minas: ícones referenciais, no Itaú Cultural
- 2001 — Penápolis (SP) — Modernismo em Minas: ícones referenciais, na Galeria Itaú Cultura

## Esculturas

### Baixos-relevos
Na entrada principal do edifício do Instituto de Educação de Minas Gerais (outrora Escola Normal Modelo), existem dois baixos-relevos decorativos de Jeanne Louise Milde, de 5 de setembro de 1930, que representam o ensino das ciências naturais e o ensino artístico.
O baixo-relevo da direita é uma alegoria ao ensino das ciências naturais, da geografia, da literatura e da geometria, e o baixo-relevo da esquerda representa uma alegoria ao ensino artístico da Escola Normal, isto é, a escultura, o canto, a música, e a pintura. Sob cada baixo-relevo estão colocadas as efigies de Antônio Carlos Ribeiro de Andrada e de Francisco Campos, que em 1928 recrutou professores estrangeiros especializados, que fundaram a Escola de Aperfeiçoamento.

### Painel Alegoria à Indústria
Em 1931, Louis Ensch (siderurgista luxemburguês e engenheiro-diretor da Companhia Siderúrgica Belgo-Mineira) encomendou um alto-relevo de bronze para Jeanne Louise Milde. O painel "Alegoria à Indústria" retrata o trabalhador, tendo ao fundo um forno siderúrgico, de forma a enaltecer tanto o trabalho, figurado no trabalhador, quanto a indústria, valorizando o homem como a figura mais importante da peça. O painel encontra-se na antiga sede da Belgo-Mineira, em Sabará. A obra pesa cerca de 250 kg e é uma das maiores do gênero no Brasil.

### Mausoléu de Achilles Vivacqua
O mausoléu de Achilles Vivacqua, no Cemitério do Bonfim, em Belo Horizonte, possui uma escultura de Jeanne Louise Milde, esculpido conforme vontade de Achilles Vivacqua, que morreu de tuberculose.